# Akiwa Eger
Akiwa Eger ben Mosze, inny wariant nazwiska: Eiger, inne warianty imienia: Akiba, Akiwe (ur. 8 listopada 1761 w Eisenstadt jako Akiwa Güns, zm. 12 października (13 tiszri) 1837 w Poznaniu), zwany Akiwą Młodszym – rabin, znawca halachy, żydowski uczony, jeden z najwybitniejszych talmudystów swego okresu.

## Życiorys
Akiwa Güns urodził się w 1761 roku (11 Cheszwan 5522 według kalendarza żydowskiego) w Eisenstadt, znajdującym się wówczas na Węgrzech, w znanej rodzinie rabinackiej. Od początku był uważany za cudowne dziecko. Nauki rozpoczął w jesziwie w Mattersdorfie, następnie był uczniem swojego wuja rabina Wolfa Eigera we wrocławskiej jesziwie. Na jego cześć przybrał sobie jego nazwisko Eger.
Akiwa Eger był zdecydowanym przeciwnikiem chasydyzmu oraz ruchu reformowanego, kształtującego się pod wpływem haskali. W 1791 roku został rabinem w Mirosławcu, gdzie założył dobrze prosperującą szkołę talmudyczną, a także aktywnie uczestniczył w życiu publicznym miasta i gminy żydowskiej.
W 1815 roku został rabinem w Poznaniu, gdzie swoją funkcję pełnił do śmierci 12 października 1837 roku (13 tiszri 5598 według kalendarza żydowskiego). Tam również został pochowany na cmentarzu żydowskim przy ulicy Głogowskiej. Jego następcą został jego syn Salomon Eger.
Podczas II wojny światowej grób rabina wraz z całym cmentarzem został zrównany z ziemią. Na jego terenie zbudowano pawilony Międzynarodowych Targów Poznańskich, a bezpośrednio na grobie rabina garaż. W czerwcu 2007 roku z inicjatywy poznańskiej filii Związku Gmin Wyznaniowych Żydowskich oraz Eliakima Schlesingera, przewodniczącego londyńskiego Komitetu Ochrony Cmentarzy Żydowskich w Europie, rozpoczęto odbudowę cmentarza i grobu rabina. Rabinowi Egerowi i jego najbliższej rodzinie wystawiono stylizowane macewy z napisami w języku hebrajskim.

8 kwietnia 2008 roku plac znajdujący się przed Nową Synagogą w Poznaniu został nazwany na cześć rabina Egera. Pomysłodawcą tego była poznańska filia Związku Gmin Wyznaniowych Żydowskich w RP. 

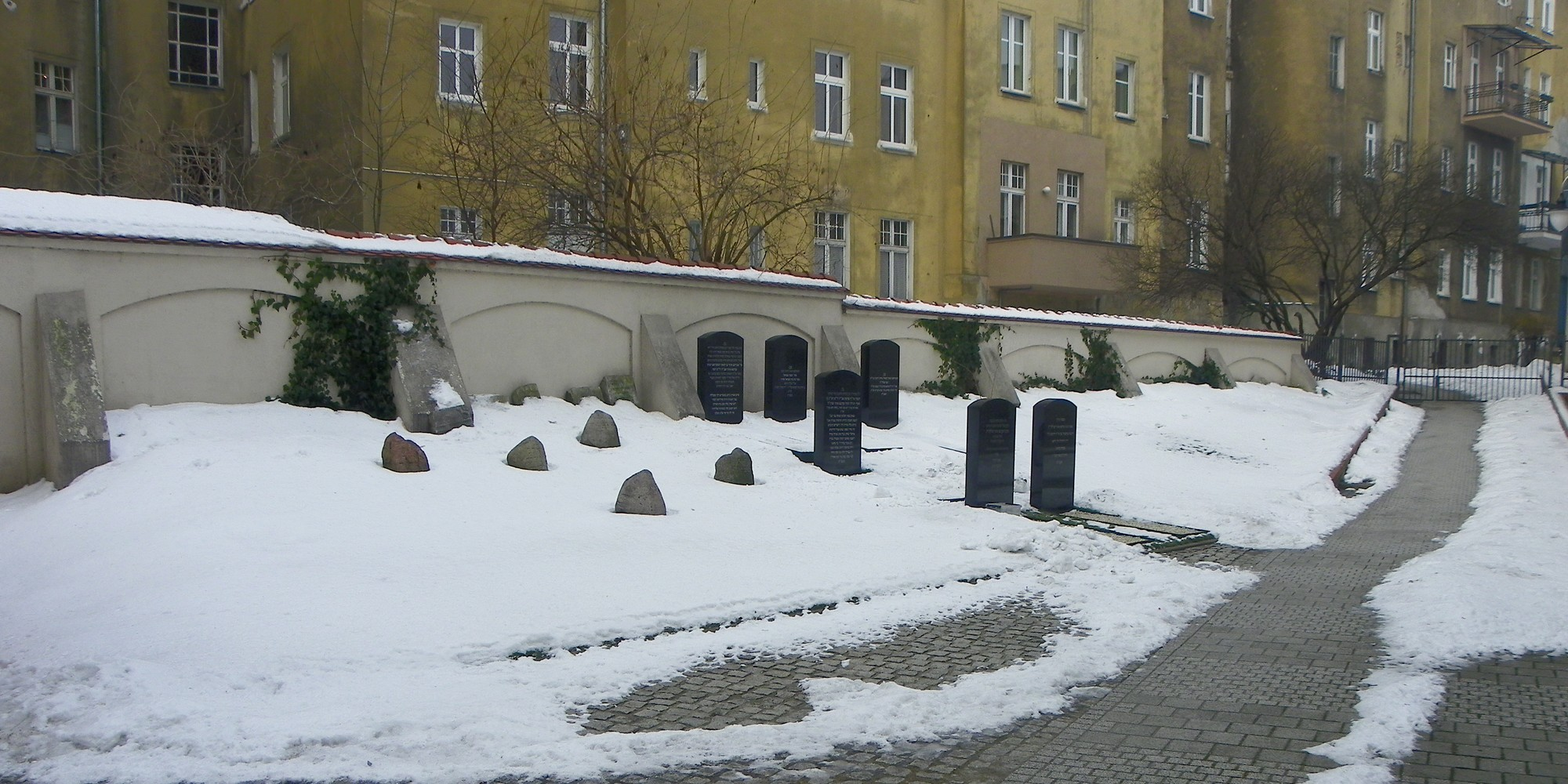
Symbolicznie odbudowane miejsce pochówku rabina

## Twórczość
Akiwa Eger pozostawił po sobie ogromną spuściznę literacką, obejmującą olbrzymią liczbę responsów, nawet do licznych traktatów Talmudu, glossy do Miszny, Talmudu i Szulchan Aruch. W rękopisach zostały między innymi glossy do kodeksu Majmonidesa, zbiór nierozwiązanych problemów talmudycznych i zbiór 300 reguł metodologicznych do Talmudu i decyzorów:
- Gilyon HaShas – notatki na marginesie Talmudu (nieprzeznaczone pierwotnie do publikacji)
- Tosafot – jego komentarz na temat komentatorów Miszny, Obadiaha Bartenury(inne języki) i Yom Tova (jego komentarza Tosafot Jom-Tow)
- Shu”t / שאלות – zbiór responsów
- Hagahot / הגהות – dodatek do komentatorów Szulchan Aruch – Abrahama Gombinera i Davida Haleviego Segala(inne języki) (znanego jako Turei Zahav)
- Drush VeChidush / דרוש וחידוש – komentarz do Tory i drushim wybitnego autorytetu talmudystów i halachików.
- Shaalos U’Tshuvos / שו”ת איגר – dwutomowy komentarz do Tory

## Rodzina
Spośród wszystkich dzieci Akiwa Eger miał dwóch synów: Abrahama (1781–1853) oraz Salomona (1785–1852), rabina Kalisza i następnie w latach 1837–1852 rabina Poznania. Jego córka Sarel (1790–1832) była drugą żoną rabina Mosze Schreibera (1762–1839), zwanego Chatam Sofer. Obecnie żyjący krewny, Cwi Eiger mieszka w Petach Tikwie w Dystrykcie Centralnym Izraela.

## Biografie / Wydawnictwa

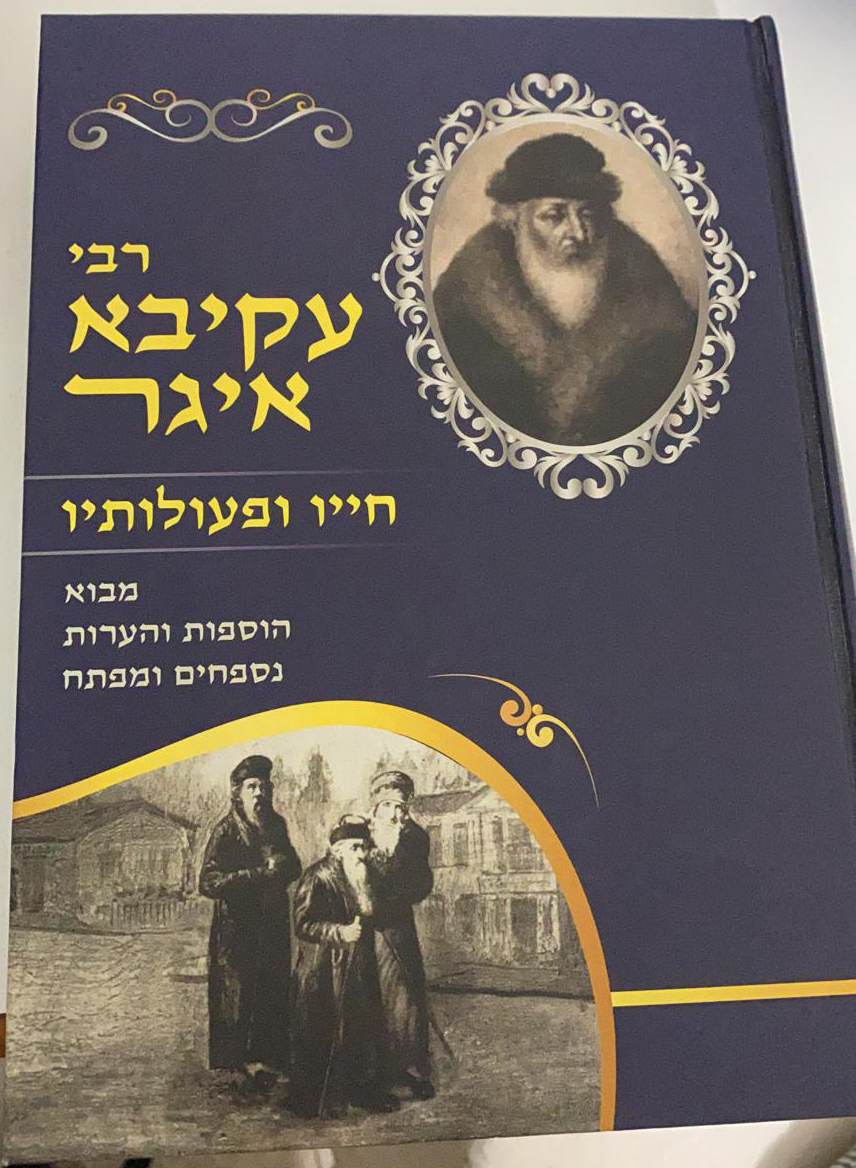
Okładka książki Życie i działania Rabina Akivy Egera

- Rabin Ya’akov Wershner. Życie i działania Rabina Akivy Egera (oryginalny tytuł: רבי עקיבא איגר חייו ופעולותיו). Wydana po raz pierwszy w 1934 w języku jidysz z okazji setnej rocznicy śmierci rabina Akivy Egera. Przetłumaczone na język hebrajski w 2009, zawiera pięć dodatków, wprowadzenie i historię życia. Książka wydawana obecnie przez Jacob Yeruham Warshner Shd z Bene Berak w Izraelu.